# Мати (округ)

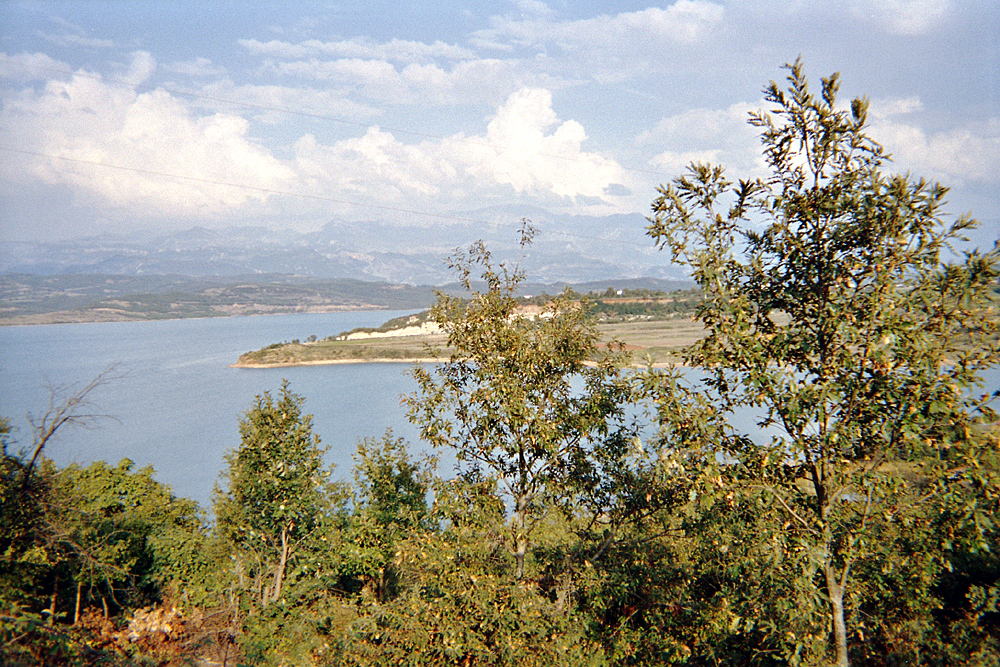
Водохранилище Ульза

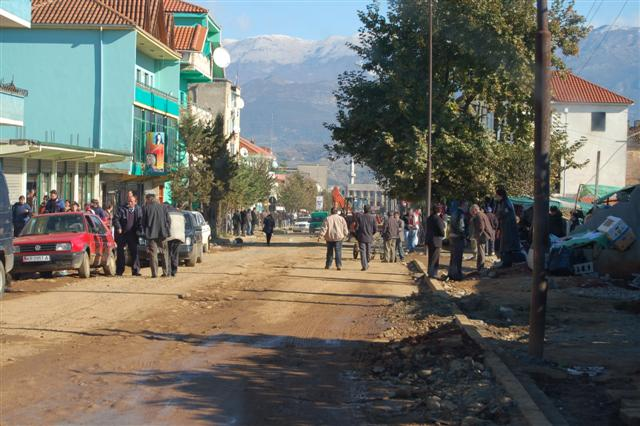
Улочки Буррели

Мати (алб. Rrethi i Matit) — один из 36 округов Албании.
Округ занимает территорию 1028 км² и относится к области Дибра. Административный центр — город Буррели.

## Географическое положение
Географически округ совпадает с долиной верхнего течения реки Мати в Центральной Албании. Мати пересекает регион с юго-запада на северо-восток. Долину реки, к северу опускающуюся на 100 м ниже уровня мирового океана, окружают горы, что позволяет считать её плоскогорьем. По долине протекают многочисленные ручьи. На севере она достигает в ширину 40 км, ближе к югу долина сужается.
Горная цепь на западе отделяет долину от албанского побережья (высочайшая вершина, Mali i Liqenit, 1723 м). К морю можно попасть лишь сквозь узкое ущелье, по которому протекает Мати. В этом месте река запружена, образуя самое большое водохранилище Албании — Ульза. На востоке округа в районе национального парка Лура горы достигают высоты свыше 2000 метров (Maja e Dejës, 2246 м). Лесные массивы на юге округа с многочисленными источниками и ущельями относятся к заповеднику Zall Gjoçaj.

## История
Долина Мати заселена с древности. Об эпохе иллирийцев напоминают курганы, в которых найдены бронзовые изделия, среди прочего хорошо сохранившийся шлем. Через долину проходила дорога из центральных областей Балканского полуострова к побережью.
Ещё в XIX веке в долине не существовало никаких городов. Жители были рассеяны по небольшим деревушкам и хуторам по всей долине. До наших дней сохранились вызывающие удивление, хорошо укреплённые дома-крепости (кулы). На месте одного из ярмарочных сёл появился нынешний город Буррели.
Население Мати принадлежало одному из албанских кланов. После смерти отца в 1911 году главой клана стал Ахмет Бей Зоголли. Во многом благодаря поддержке своего клана ему удалось прийти к власти, став в 1928—1939 годах Зогу I, королём албанским.
Во времена социализма вместе с развитием горнодобывающей отрасли возникли и центральные усадьбы, а возникшее водохранилище изменило облик долины.

## Экономика и промышленность
На юге в нескольких местах ведётся добыча медных руд, хрома и железа.
В 1959 году на реке Мати была построена самая большая на тот момент ГЭС Албании — ГЭС Ульза, в 2005—2008 годах с помощью иностранных инвесторов заменены старые турбины.
Большинство населения по-прежнему живет за счёт сельского хозяйства.

## Транспорт
В 1980-е годы здесь пытались продлить железную дорогу до Клосa, чтобы соединить рудники, однако работа не была завершена.
На востоке округа через долину проходит дорога из Милоти в Дибру. На юго-востоке она идёт через перевал Qafa e Buallit (844 м).

## Административное деление
Округ поделён на два города: Буррели и Клос и 9 общин: Baz, Derjan, Gurra, Komës, Lis, Macukull, Rukaj, Suç, Ulza, Xibra.